# Ingemar Lindberg (jurist)
Sten Ingemar Lindberg, född 3 maj 1938 i Bromma församling i Stockholm, död 5 januari 2025 i Högalids distrikt i Stockholm, var en svensk jurist och utredare.
Ingemar Lindberg var son till rektor Gustav Lindberg och fil. mag. Gertrud, ogift Nyman, samt bror till psykologen Ulla Sjöström och halvbror till poeten Per Lindberg. Efter avlagd juris kandidat-examen 1962 var han verksam vid Socialdepartementet 1963–1973 och 1975–1977, jämställdhetsdelegationen 1973–1975 och LO 1977–1982. Han var sedan statssekreterare vid Socialdepartementet 1982–1985  och utredare hos LO 1985–2000.
Han var sekreterare i International Labour Organizations kommitté 1964–1973, huvudsekreterare i Familjepolitiska kommittén 1965–1972, utredningsman i Kvinnor i statlig tjänst 1973–1975, ordförande i delegationen för social forskning 1975–1977  och huvudsekreterare i LO:s rättviseutredning 1990–1996. Lindberg medverkade i böcker och tidskrifter om social- och familjepolitik, däribland Välfärdens idéer (1999).
Ingemar Lindberg var gift första gången 1963–1974 med folkskolläraren Ingrid Bertilsson (född 1940), dotter till förbundskassör Bertil Pettersson och Elvi, ogift Kihlander. Andra gången var han gift 1976–1981 med departementssekreteraren Monika Wikman (född 1942), dotter till tandläkarna Tore Wikman och Kerstin Wikman, ogift Hallgren, samt omgift med professor Robert Olin. Tredje gången gifte han sig 1989 med socionomen Kajsa Petersson (född 1954), dotter till Stig Petersson och Siri Petersson.